# Яковлево (Бутурлинський район)
Яковлево (рос. Яковлево) — село в Бутурлинському районі Нижньогородської області Російської Федерації.
Населення становить 123 особи. Входить до складу муніципального утворення Каменищенська сільрада.

## Історія
Від 2009 року входить до складу муніципального утворення Каменищенська сільрада.

## Населення
| 1999 | 2002 | 2010 |
| ---- | ---- | ---- |
| 164  | ↘144 | ↘123 |